# الرعاية الصحية في اليونان

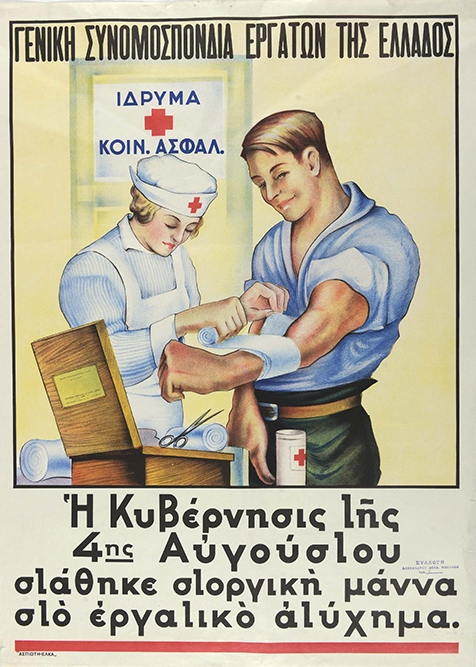
نظام الرعاية الصحية في اليونان: تطور تاريخي وجهود الإصلاح على مر العصور

تتكون الرعاية الصحية في اليونان من نظام رعاية صحية شامل يتوفر من خلال تأمين صحي وطني ورعاية صحية خاصة. ووفقًا لميزانية عام 2011، فقد خُصص 6.1 مليار يورو، أو 2.8٪ من الناتج المحلي الإجمالي، لنظام الرعاية الصحية في اليونان. وفي تقرير صادر عن منظمة الصحة العالمية في عام 2000، احتل نظام الرعاية الصحية اليوناني المرتبة الرابعة عشرة على مستوى العالم في التقييم الإجمالي، متفوقًا على دول أخرى مثل ألمانيا (التي جاءت في المرتبة 25) والمملكة المتحدة (في المرتبة 18)، بينما احتل المرتبة الحادية عشرة في مستوى الخدمة.
تعد خدمة الرعاية الصحية الوطنية مسؤولة عن تقديم الرعاية الصحية في اليونان.

## اليونان الكلاسيكية
تعود جذور الرعاية الصحية في اليونان إلى العصر الكلاسيكي اليوناني القديم، إذ لم تكن المستشفيات موجودة بالمعنى الحديث حينها، لكن المعابد المخصصة لإله الشفاء أسقليبيوس عملت كأماكن للاستشفاء إلى جانب كونها أماكن للعبادة. ومن غير المعروف فيما إذا كانت المدن في اليونان القديمة توفر رعاية صحية مجانية لمواطنيها أم لا، لكنّ دراسة حديثة لأطلال أسقليبيوس في كوس تُظهر أن الخدمات الطبية كانت تُقدم لكل من يستطيع دفع ثمنها، بما في ذلك العبيد والأجانب.

## اليونان في العصور الوسطى
ينسب بعضهم اختراع المستشفى بوصفه المؤسسة التي نعرفها اليوم، إلى الإمبراطورية البيزنطية. ويزعم الأستاذ تيموثي س. ميلر من جامعة جونز هوبكنز أن الإمبراطورية البيزنطية كانت أول من استخدم نظام الرعاية الصحية القائم على المستشفيات، إذ أصبح المستشفى المؤسسة الرئيسة للمهنة الطبية على النقيض من وظيفته كملاذٍ أخير للمرضى أو المتوفيين في أوروبا الغربية خلال العصور الوسطى، ناقلةً بذلك المعرفة الطبية لليونان القديمة وروما.

## الدولة اليونانية الحديثة
في عام 1833، أُوجد منصب «الطبيب الشرعي» الذي تولى مسؤوليات تشبه المسؤوليات التي يتولاها حاليًا محامٍ ومحقق وفيات. وبعد عامٍ من ذلك، أنشئ المؤتمر الطبي، وهو بمثابة سكرتارية وزارة الداخلية اليونانية التي تعمل كهيئة استشارية. وفي عام 1836، أُسس أول مستشفى. وباشر أول صندوق تأمين عمومي، وهو صندوق الدفاع البحري، عمله في عام 1861. وفي العام ذاته، أنشئ صندوق معاشات الموظفين العموميين، وصدر في العام التالي (1862) قانون PSMB΄ «المتعلق بإنشاء مستشفيات الأمراض العقلية».
قامت حكومة إلفثيريوس فينيزيلوس في فترة ما قبل الحرب بين عامي 1910 و1915 بإصلاح النظام الصحي في البلاد، فأصدرت قانون 3934 لعام 1911 الذي يُلزِم أصحاب العمل بتوفير التأمين الصحي للموظفين، والقانون 281 لعام 1914 المتعلق بإجازة الأمومة والذي مكّن من إنشاء صناديق المساعدة المتبادلة، والقانون 551 لعام 1915 الذي ينص على التعويض عن الإصابات المهنية. وفي عام 1922، أنشئت وزارة الصحة والرعاية الاجتماعية. وبعد عام واحد قُسّمت البلاد إلى خمس مناطق صحية وأنشئ مجلس صحي لكل محافظة.
قامت مؤسسة العيادات الشعبية في عام 1925. وأنشئ معهد التأمين الاجتماعي على أساس القانون رقم 6298 لعام 1934، وبدأ العمل به في عام 1937. اتخذت مؤسسات التمريض في البلاد شكل الهيئة الاعتبارية للقانون العام (NPDD) مع القانون الإلزامي رقم 965 لعام 1937.
أما في فترة ما بعد الحرب، تأسس نظام الإدارة اللامركزية بموجب القانون 2592 لعام 1953، وأصبحت جميع الوحدات الصحية تابعة لوزارة الرعاية الاجتماعية وجرت محاولة التوزيع النسبي لأسرّة المستشفيات. أقرّ القانون 1316 لعام 1983 تأسيس المنظمة الوطنية للأدوية، والصناعة الدوائية الوطنية والصيدلية الحكومية.
وُحّد «النظام الصحي الوطني» بموجب القانون رقم 1397 في عام 1983 وأنشئت «المراكز الصحية». حتى ذلك الحين، كان ثمة ثمانين صندوقًا للتأمين الصحي تعمل بستة أسرّة لكل 1000 نسمة و103 من العاملين الصحيين لكل 100,000 نسمة.
في عام 2001، وبموجب القانون 2889/2001، أنشئت ستة عشر منطقة صحية في إطار PESY (نظام الصحة الإقليمي). ثم دمجت في سبع مناطق في عام 2005، بموجب القانون 3329/2005.